# Ди Леллио, Анна
Анна Ди Леллио (итал. Anna Di Lellio, род. XX век) — социолог, журналист и бывший консультант ООН. Она писала по ряду тем, касающихся присутствия Организации Объединённых Наций в Косово и Ираке. Она получила степень доктора философии по социологии Колумбийского университета и степень магистра государственной политики и международных отношений Нью-Йоркского университета.
Она работала во Всемирной продовольственной программе ООН в качестве консультанта в Косово и Восточном Тиморе во время чрезвычайных ситуаций 1999 года, а затем в 2003 году в качестве политического советника координатора полицейского корпуса ООН в Косово. С 2001 по 2003 год она была временным комиссаром по средствам массовой информации Косово Организации по безопасности и сотрудничеству в Европе (ОБСЕ). В этом качестве она написала два доклада о законодательстве и политике в области СМИ в постконфликтных регионах. По возвращении в Нью-Йорк она была назначена директором по связям с общественностью расследования Пола Волкера о возможной коррупции в иракской программе «Нефть в обмен на продовольствие». Она ушла со своего поста в сентябре 2004 года после разногласий по поводу газетной статьи 2002 года в The Guardian, в которой она критиковала Джорджа Буша и Сильвио Берлускони.
Она является редактором книги «Дело Косово: путь к независимости», антологии эссе о будущем Косова.
По словам сербского историка и дипломата Душана Батаковича, в своих произведениях Ди Леллио занимает проалбанскую позицию.